# Juan Tomás Comyn y Martínez
Juan Tomás Comyn y Martínez (Málaga, España, 18 de marzo de 1814; Madrid, España, 27 de diciembre de 1875) fue un diplomático y político español, embajador en Londres, Lisboa, Constantinopla y Estados Unidos de Costa Rica y Nicaragua, además de subsecretario del Ministerio de Estado.

## Biografía
Juan Tomás Comyn y Martínez nació en Málaga, el 18 de marzo de 1814, siendo hijo de D. Juan Comyn y Quilty y de Dña. Isabel Martínez y Saborío. Sobrino carnal de Tomás de Comyn, diplomático y escritor español del siglo XIX, fue padre del político y abogado español D. Antonio Comyn y Crooke, primer conde de Albiz.
Juan Tomas Comyn fue Gentilhombre de Cámara con ejercicio, Consejero Real y de Estado, Subsecretario del Ministerio de Estado, Ministro Plenipotenciario de S. M en Londres, Lisboa, Constantinopla y Estados Unidos de Costa Rica y Nicaragua. 
Fue Diputado a Cortes en la legislatura de 1846-1847, por el distrito de Sanlúcar la Mayor, circunscripción de Sevilla. 
Entre otras distinciones fue condecorado con el Grefier del Toisón de Oro, las Grandes Cruces de Isabel La Católica, Felipe el Magnánimo del Gran Ducado de Hesse, de Francisco I de Nápoles, del Cristo y Concepción de Villaviciosa de Portugal y de Kamehameha I;Cruces de Carlos III, San Juan de Jerusalén, San Luis de Parma, San Ludovico, Águila Roja de Prusia y Oficial Mayor de la Legión de Honor de Francia. 
Educado en Inglaterra, en el St Mary's College, de Oscott, comenzó de muy joven una carrera diplomática, en la que se distinguió ocupando importantes puestos, entre ellos el de Ministro Plenipotenciario en Londres, desde 1863 hasta 1874.